# SkyscraperPage
SkyscraperPage (с англ. — «Страница Небоскрёба») — англоязычный сайт о небоскрёбах. Кроме небоскрёбов, на сайте есть иллюстрированная информация о многих других высотных сооружениях (башни, мачты, дымовые трубы, мосты и т. д.), всего 88,3 тысячи сооружений, на февраль 2012 года. Главное оригинальное отличие SkyscraperPage от других сайтов подобной тематики — диаграммы сооружений.

## История
12 декабря 1997 года Д. Леблан запустил страницу Nalyd’s Skyscraper Page, где опубликовал свои диаграммы небоскрёбов. К нему присоединились несколько иллюстраторов. С ростом сайта в 1998 году он был переименован в SkyscraperPage, а в 1999 году был запущен форум. В 2000 году появилась поисковая система базы данных сайта, а в 2003-м был издан первый плакат. В 2003—2006 годах существовала галерея сайта, но из-за перегрузки сервера изображениями была закрыта.

## Статистика сайта
По состоянию на февраль 2012 года, база данных сайта содержала такое количество следующих видов строений:
- 75700 — небоскрёбы и высотные здания (выше 35 м и/или 12 этажей);
- 2100 — башни;
- 1400 — мачты;
- 1100 — дымовые трубы;
- 1050 — церкви и мечети;
- 290 — мосты;
- 240 — стадионы;
- 130 — аттракционы;
- 70 — статуи.

### Статистика по состояниям сооружений
- 75100 — построенные;
- 4000 — планируемые;
- 3600 — несуществующие;
- 2800 — строящиеся;
- 2300 — разрушенные;
- 500 — незавершенные.

## Диаграммы
Диаграммы SkyscraperPage — уникальное собрание изображений строений в строгом масштабе — в 1 пикселе 1 метр. Отделение диаграмм было создано в 1997 г., первые изображения были чёрно-белыми. Ныне сайт содержит более 40700 полноцветных изображений 29900 зданий и сооружений (февраль 2012). Пользователи сайта могут выстроить сооружения по порядку по виду, состоянию, расположению, высоте, годам постройки и другим критериям в программе поиска. Каждый, став членом международной ассоциации иллюстраторов SkyscraperPage (SSPIA), может нарисовать изображение здания в соответствии с установленными правилами, которое потом будет утверждено старшим комитетом редакторов сайта. Диаграммы SkyscraperPage, как наглядный источник информации о высотных строениях, публикуются во многих авторитетных газетах и журналах мира. Кроме того, сайт продаёт собственные плакаты.

## Форум
Форум SkyscraperPage — третий в мире по популярности  архитектурный форум, посвящён таким темам: новые проекты, планировка городов, архитектура по регионам, фотографии городского пейзажа, при этом особое внимание уделяется собственно небоскрёбам. Специальный отдел работает с диаграммами. Форум обеспечивается программой vBulletin. Подробная статистика форума:.